# 우타라칸드주

우타라칸드 주의 위.

우타라칸드주(Uttarakhand, 힌디어: उत्तराखण्ड, 산스크리트어: उत्तराखण्डराज्यम्)는 인도 북부에 위치해 있는 주로, 주도는 데라둔이다. 2000년 11월 9일 우타르프라데시 주에서 분리되면서 인도의 27번째 주로 승격되었으며, 2006년 12월까지는 우타란찰(Uttaranchal)로 불리었다. 또한 우타라칸드주의 북쪽으로는 중화인민공화국의 티베트 자치구, 동쪽으로는 네팔과 접하며 서쪽으로는 히마찰프라데시 주, 남쪽으로는 우타르프라데시 주와 접한다.

## 경제
우타라칸드 주는 인도에서 경제성장 속도가 두번째로 높은 주다. 주 총생산은 2005년 회계연도 2478억 6천만 루피에서 2012년 회계연도에 6089억 8천만 루피로 두 배 이상 뛰었으며 연평균 13.7% 성장했다. 3차산업 부분은 50%를 막 넘긴다. 1인당 소득은 2013년 회계연도 기준으로 103,000루피로 인도 평균 74,920루피보다 높다. 인도준비은행에 따르면 2000년 4월부터 2009년 10월까지 외국인 직접 투자는 4670만 달러에 달한다.
인도 대부분 지역처럼 농업이 우타라칸드 주 경제의 주요 부분이다. 바스마티 쌀, 밀, 콩, 땅콩 등이 널리 재배되는 작물이다. 사과, 오렌지, 배, 복숭아, 리치, 자두 같은 과일들이 널리 경작되며 대규모 식품 가공 산업에 있어서 중요하다. 리치, 원예, 허브, 약용 식물, 바스마티 쌀을 위한 농업 수출 지대가 있다. 2010년에 밀 수확량은 83만 1천 톤, 쌀 수확량은 61만 톤, 사탕수수 505만 8천 톤이었다.